# Psychoda quadropsis
Psychoda quadropsis är en tvåvingeart som beskrevs av Quate 1967. Psychoda quadropsis ingår i släktet Psychoda och familjen fjärilsmyggor. Inga underarter finns listade i Catalogue of Life.